# 溪北永安宮
22°29′43″N 120°30′50″E / 22.4951554°N 120.5139765°E
溪北永安宮位於台灣屏東縣南州鄉的台糖公司南州觀光糖廠境內，主祀李府千歲，為台南縣南鯤鯓代天府五府千歲分靈，陪祀神農大帝、關聖帝君、觀音佛祖、二府千歲、中壇元帥、註生娘娘、福德正神、劍將軍、印將軍與虎爺。又依據南鯤鯓五王代囝仔公建小廟之「大廟來進香，小廟必有敬。」典故，另設萬善宮主祀萬善爺與朱雲三千歲，陪祀白馬將軍，萬善爺亦為南鯤鯓萬善堂萬善爺（囝仔公）分靈。

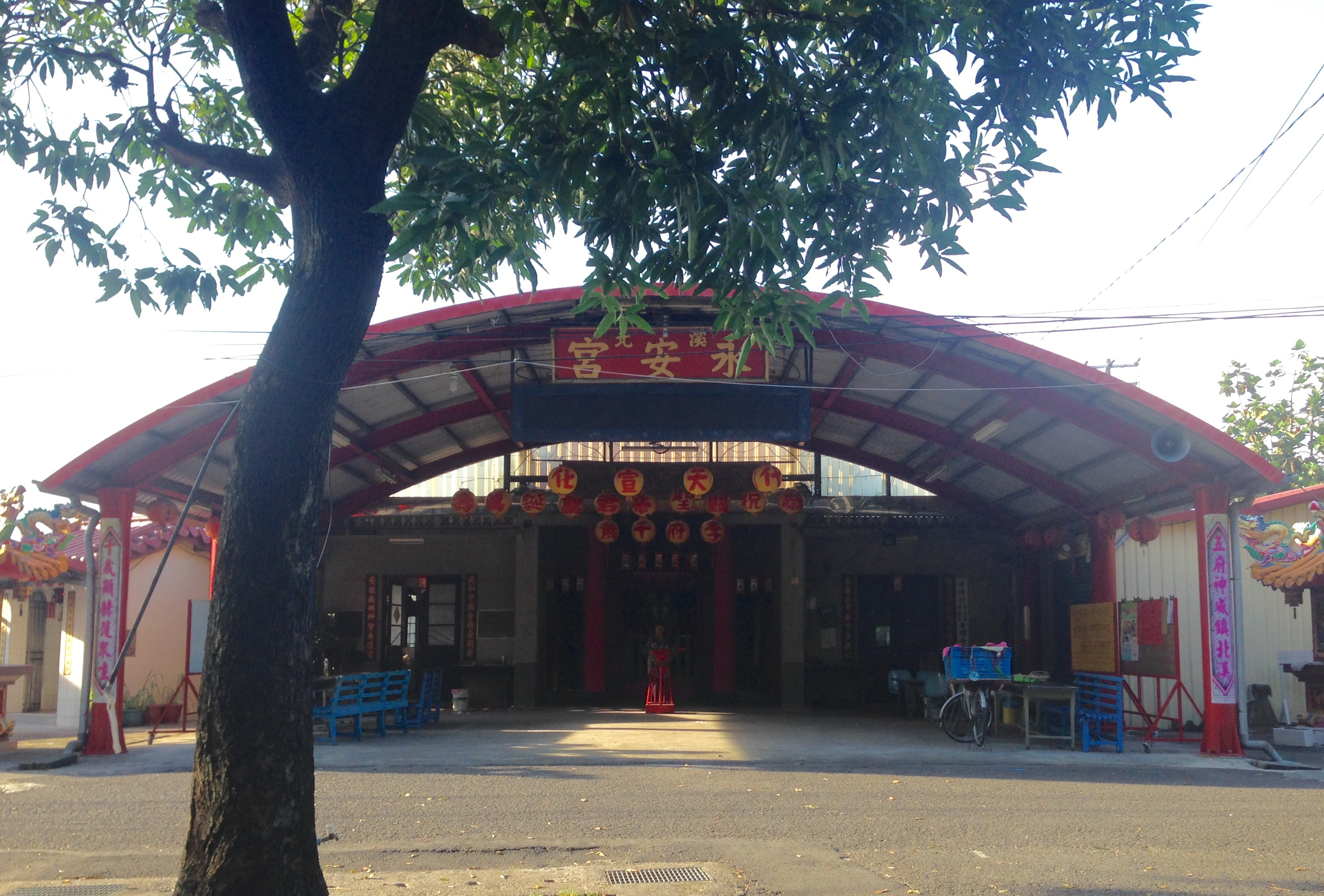
溪北永安宮

## 簡介
日治時代（1920年），日本人在此建造糖廠（台灣製糖株式會社東港製糖所），形成一處聚落（即現在的溪北村）。1930年11月2日（昭和5年），日本人設立溪州社（神社）作為溪州地區機關與日籍人士之信仰中心，祭神為天照大神、豐受大神、北白川宮能久親王。
二次大戰後，神社廢除，台糖公司糖廠員工及村民改於神社基臺前搭建簡易廟堂供奉道教諸神。1954年起，利用廠區廢棄磚窯之磚頭，大家有力出力，有錢出錢，陸續改建成現在的正式殿堂。
永安宮從日治時期之神社至戰後之道教廟宇，一直扮演著糖廠員工暨溪北村民信仰寄託之守護神角色。每年的製糖期開工前，台糖廠區主管必率員工親臨祭拜，祈求製糖順利、增產創新；若逢鄉內迎王慶典，廠方必積極配合提供人力物力參與迎王繞境活動。在神靈護祐下，糖廠工安永遠零意外，生產績效並屢創新高，成為國營事業融合宗教信仰，結合社區之成功案例。

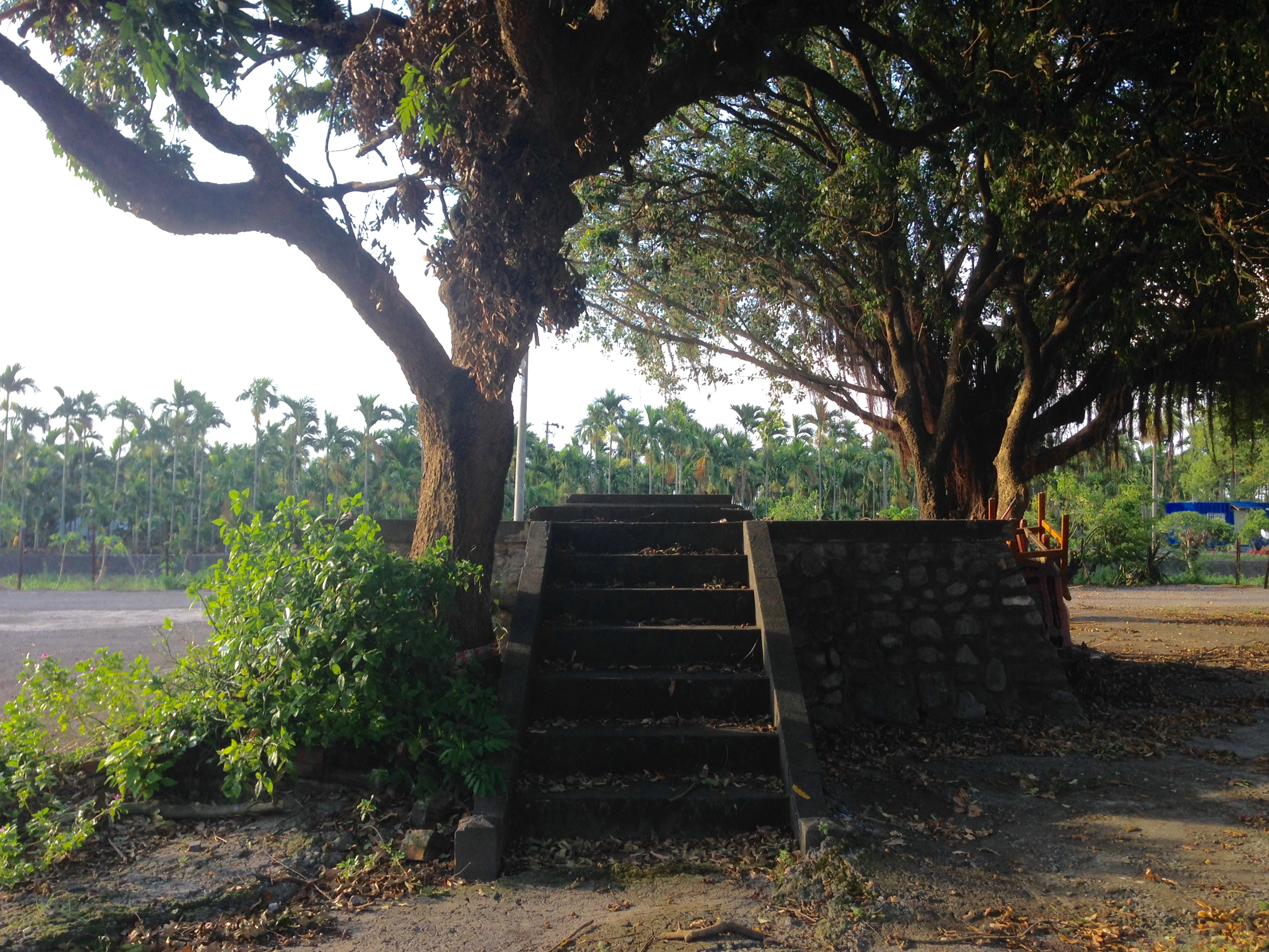
南州糖廠神社遺址

## 外部連結
- 永登平安 萬事和善（奇摩部落格）－永安宮簡介[永久]（繁體中文）